# ليا هيكستال
ليا هيكستال (ولدت عام 1981) هي صحفية رياضية كندية ومذيعة لعبة هوكي الجليد. في مارس 2020، أصبحت أول امرأة تتصل باللعب عن طريق اللعب في مباراة NHL المتلفزة على الصعيد الوطني كجزء من أول فريق بث نسائي بالكامل في سبورت سنت. هيكستال سبق لها أن صنعت التاريخ كأول امرأة تستدعي لمباراة بطولة هوكي الجليد NCAA للرجال لصالح ESPN في بطولة 2019.

## مهنة البث
تخرجت هكستال من أكاديمية كولومبيا للإذاعة والتلفزيون وفنون التسجيل في فانكوفر مع دبلوم فيالبث الإذاعي والتلفزيوني في عام 2003. عملت في CTV Winnipeg من 2005 إلى 2012، ولشبكة نيو انجلاند سبورت كمضيف الرياضة اليوم من 2012 إلى 2014. في عام 2014، انضمت إلى سبورت سنت كمضيف الاستوديو للبث الإقليمي لألعاب كالجاري فلام.
بعد أن تم التخلي عنها في عام 2016 وسط تغييرات تنظيمية في سبورت سنت، أصبحت مهتمة بتوسيع مجموعة مهاراتها، وإدراكها لندرة النساء في الإعلان عن لعبة تلو الأخرى في لعبة هوكي الجليد، أصبحت مستثمرة في متابعة اللعب عن طريق اللعب. بتشجيع من المذيع الأسطوري مايك إمريك وكاسي كامبل باسكال، أول معلقات ملونة في لعبة هوكي نايت في كندا، وكلاهما عملت معه أثناء أدوار الاستضافة السابقة، بدأت في تحسين مهاراتها في الإعلان. كان ظهورها التلفزيوني الأول الذي دعا اللعب عن طريق اللعب عبارة عن مجموعة من أربع مباريات من دوري الهوكي النسائي الكندي (CWHL) في يناير 2018. وعادت إلى دور CWHL في يناير 2019، ولا سيما باستخدام المصطلح غير القياسي «المدافعة» للإشارة إلى اللاعبين الدفاعيين. خلال تلك الفترة، دعت هكستال الألعاب على الجانب، بشكل عام مجانًا، بما في ذلك ألعاب براندون ويت كينغز في دوري الهوكي الغربي (WHL).
تملك هكستال برنامج يسمى «هكستال في الهوكي»، والذي يبث أسبوعياً على محطة راديو AM 680 CJOB في وينيبيغ ويعاد بثه من قبل عدد من المحطات في جميع أنحاء كندا. يتم توحيد المقاطع التي تقل مدتها عن دقيقتين من خلال موضوع هوكي الجليد، وفي حين أن الموضوع الأكثر شيوعًا هو وينيبيغ جيتس، فقد استخدمت هكستال البنامج لتسليط الضوء على القضايا داخل عالم الهوكي، بما في ذلك التحيز الجنسي وغيره من الظلم الاجتماعي.

## الحياة الشخصية
تم أختيار جدها، برايان هيكستال، في قاعة مشاهير الهوكي في عام 1969، وكان ابن عمها، رون هيكستال، أول حارس مرمى يسجل هدفًا بإطلاق قرص لعبة الهوكي في الشباك الفارغة للخصم في تاريخ الدوري الوطني للهوكي.
خارج لعبة الهوكي، استضافت أحداثًا في الاجتماع العام السنوي لحزب المحافظين التقدمي في مانيتوبا في عام 2017 وعملت كموظف اتصالات لحكومة بريان باليستر في مانيتوبا بين عامي 2017 و 2020.